# NGC 7840
NGC 7840 هي مجرة دوامة غير معلقة في كوكبة الحوت. وهو آخر إدخال رقمي في كتالوج العام الجديد.

## وصلات خارجية
- NGC 7840 على موقع ويكي سكاي: DSS2, SDSS, GALEX, IRAS, Hydrogen α, X-Ray, Astrophoto, Sky Map, Articles and images